# Éditions du Quartz
Les Éditions du Quartz - aussi appelées Quartz - sont une maison d'édition franco-canadienne originaire de Rouyn-Noranda qui se donnent pour tâche de publier des œuvres littéraires enracinées dans la boréalité francophone, et explorant ce qui se trame dans les marges géographiques et sociales.

## Description et historique
En 2011, le Quartz est une coopérative de solidarité fondée par Suzanne Dugré, Fernand Bellehumeur, François Ruph, Jean-Guy Côté et Denis Cloutier [source insuffisante] dans le but de valoriser la publication de textes inspirés de réalités propres aux communautés des régions isolées, nordiques, de colonisation récente et dont les populations sont réduites et dispersées sur un vaste territoire. Après le décès de Suzanne Dugré en 2018, Jean-Guy Côté devient directeur littéraire, puis cède le poste à Marie-Noëlle Blais en 2019.  
Les publications du Quartz se retrouvent dans cinq collections : Fiction, Poésie, Théâtre, Forêts (correspondance et essais littéraires) et Brûlot (courts essais et textes engagés).  
Parmi les publications les plus récentes et qui ont particulièrement retenu l’attention du public nous retrouvons le roman L’élu de Catherine Perreault, Boom Boom, un collectif-hommage à Richard Desjardins, Arsenic mon amour, une correspondance engagée de Jean-Lou David et Gabrielle Izaguirré-Falardeau, Un poète chez les éleveurs de pickups, un brûlot poétique de Michel X Côté ainsi que Michelin, un roman-monologue de Michel-Maxime Legault.

## Quelques autrices et auteurs publiés
- Michel X Côté
- Catherine Perreault
- Michel-Maxime Legault
- Jean-Lou David
- Gabrielle Izaguirré-Falardeau
- Bruce Gervais
- Bruno Crépeault
- Claude Boulianne
- Denys Chabot
- Félix B. Desfossés
- Frédérique Cornelier
- Gilles Massicotte
- Isabel Vaillancourt
- Jean-Philippe Lehoux[5]
- Jonathan Hope
- Madeleine Lefebvre
- Myriam De Verger
- Virginia Pesemapeo Bordeleau

## Prix et récompenses
Quelques prix gagnés par les Éditions du Quartz, ses membres et ses auteurs:
- «La mémoire du funambule», roman de Bruno Crépeault, a été finaliste au Grand Prix Littéraire Archambault 2012[6].
- Jean-Guy Côté gagne le prix Sentinelle - Carrière du Conseil québécois du théâtre[7].
- «Bande de bouffons», pièce de Jean-Philippe Lehoux, a été finaliste au Prix Michel Tremblay et au Prix du Gouverneur général - Théâtre 2021[5],[8].
- Suzanne Dugré a reçu le prix du «travailleur de l'ombre», au Prix d'excellence en arts et culture de l'Abitbi-Témiscamingue en 2016[3].
- «Arsenic mon amour», essai québécois de Jean-Lou David et Gabrielle Izaguirré-Falardeau a été en lice pour le volet adulte du Prix des libraires du Québec[9].
- « Un poète chez les éleveurs de pickups » de Michel X Côté, publié dans la collection Brûlot, remporte le prix Spirale Eva-Le-Grand en 2024[10].